# Long (Szlovákia)
Long (szlovákul: Lužany pri Topli) község Szlovákiában, az Eperjesi kerület Felsővízközi járásában.

## Fekvése
Girálttól 4 km-re északnyugatra, a Tapoly bal oldalán fekszik.

## Története
1370-ben „Longh” néven I. Lajos király birtok megerősítő oklevelében említik először. A somosi uradalomhoz tartozott, később a Széchy és a Semsey család birtoka. A 15. században a közepes nagyságú falvak közé tartozott. 1427-ben „Lono” illetve „Lussan” alakban említik, 1449-ben „Long” és „Lwsanka” alakban szerepel az írott forrásokban. 1600-ban 10 portát számoltak össze a faluban. 1786-ban 30 háza volt 213 lakossal.
A 18. század végén Vályi András így ír róla: „LONG. Luzam, Tót falu Sarós Várm. földes Urai Semsei, és Poturnyai Uraságok, lakosai külömbfélék, fekszik Karátsonmezőnek szomszédságában, és annak filiája, legelője elég, mivel marhákkal is szoktak kereskedni; réttyei jók, határja jó gabonát, és bőven terem, piatzozó helyek sints meszsze.”
1828-ban 32 háza volt 244 lakossal. Lakói közül hatan vettek részt az 1848-49-es magyar szabadságharcban.
Fényes Elek 1851-ben kiadott geográfiai szótárában így ír a faluról: „Longh (Luzanyi), tót falu, Sáros vmegyében, a Tapoly mellett, Hamusfalvához északra 1 1/2 mfld. 30 kath., 182 evang., 16 zsidó lak. Rétje, legelője igen jó, marhával kereskedik, és sikeres rozsot termeszt. F. u. Semsey, Poturnyai s m. Ut. p. Eperjes.”
1920 előtt Sáros vármegye Girálti járásához tartozott.

## Népessége
| Év:            | 1994. | 2004.   | 2014.   | 2024.   |
| -------------- | ----- | ------- | ------- | ------- |
| Emberek száma: | 248   | 259     | 261     | 247     |
| Eltérés:       |       | +4,43 % | +0,77 % | -5,36 % |

| Év:            | 2023. | 2024.   |
| -------------- | ----- | ------- |
| Emberek száma: | 255   | 247     |
| Eltérés:       |       | -3,13 % |

1910-ben 159, túlnyomórészt szlovák lakosa volt.
2001-ben 253 lakosából 252 szlovák volt.
2011-ben 261 lakosából 257 szlovák.